# Dot i kangurzyca
Dot i kangurzyca (ang. Dot and the Kangaroo) – pierwszy australijski film fabularno-animowany z 1977 roku wyprodukowany przez Yoram Gross Film Studio zrealizowany na podstawie powieści Ethel C. Pedley. Opowiada o małej, rudowłosej dziewczynce imieniem Dot, córce farmera, która poznała kangurzycę. Twórcą filmu jest Yoram Gross. 

## Wersja polska
Film był wyświetlany przez TVP3. Wersja lektorska była opracowana przez szczeciński ośrodek TVP. Lektorem w polskiej wersji był Tadeusz Mielczarek.

## Fabuła
Podczas wyprawy po trawę dla królika, Dot gubi się w lesie i nie może znaleźć drogi do domu. Spotyka tam kangurzycę, której dziecko też się zgubiło. Razem wyruszają na poszukiwania drogi powrotnej do domu.